# Marcelo Zormann
Marcelo Zormann (10 de junio de 1996) es un jugador brasilero de tenis.

## Carrera

### Junior
Su mayor logro ha sido conquistar Wimbledon en categoría doble juniors, lo hizo en el 2014 junto a su compatriota Orlando Luz como pareja y derrotaron en la final al dúo del estadounidense Stefan Kozlov y el ruso Andrey Rublev.

#### Títulos Grand Slam Junior[2]

##### Dobles
| Año  | Campeonato              | Superficie | Compañero   | Rivales                     | Marcador final |
| ---- | ----------------------- | ---------- | ----------- | --------------------------- | -------------- |
| 2014 | Campeonato de Wimbledon | Hierba     | Orlando Luz | Stefan Kozlov Andrey Rublev | 6-4, 3-6, 8-6  |

## Títulos ATP Challenger (4; 0+4)

### Dobles (4)
| N.º | Fecha      | Torneo                      | Superficie    | Compañero        | Oponentes en la final               | Resultado            |
| --- | ---------- | --------------------------- | ------------- | ---------------- | ----------------------------------- | -------------------- |
| 1.  | 22.01.2023 | Piracicaba                  | Tierra batida | Orlando Luz      | Andrea Collarini Renzo Olivo        | w/o                  |
| 2.  | 15.07.2023 | Challenger de San Benedetto | Tierra batida | Fernando Romboli | Diego Hidalgo Cristian Rodríguez    | 6-3, 6-4             |
| 3.  | 18.08.2023 | Challenger de Todi          | Tierra batida | Fernando Romboli | Román Andrés Burruchaga Orlando Luz | 6-7(13), 6-4, [10-5] |
| 4.  | 16.03.2024 | Challenger de Santiago      | Tierra batida | Fernando Romboli | Boris Arias Federico Zeballos       | 7-6(5), 6-4          |